# Estación de Funcheira
La Estación Ferroviária de Funcheira, igualmente conocida por Estación de Funcheira, es una estación de ferrocarriles de la Línea del Sur, que sirve de nexo de unión con la Línea del Alentejo; se encuentra en el ayuntamiento de Ourique, en Portugal.

## Características

### Vías y plataformas
En enero de 2011, tenía tres vías, que presentaban 552, 399 y 326 metros de longitud; las tres plataformas tenían 196, 212 y 69 metros de extensión, teniendo la primera 25 centímetros de altura, y las otras dos, 70 centímetros.

## Historia
Aunque el tramo entre Amoreiras-Odemira y Casével del Ferrocarril del Sur fuese abierto a la explotación el 3 de junio de 1888, la estación de Funcheira fue instalada, como lugar de enlace, cuando fue abierto el tramo hasta Alvalade de la Línea de Sado, el 23 de agosto de 1914.
En 1932, fue construido un dormitorio para personal, con capacidad para 67 camas, y, en 1933, la Comisión Administrativa del Fondo Especial de Ferrocarriles aprobó la instalación de una sección de Vía y Obras en esta estación.
El 1 de febrero de 2012, esta plataforma pasó a ser servida, junto con las de Ermidas-Sado, Grândola y Santa Clara-Sabóia, por los convoyes Alfa Pendular, en una prueba de la operadora Comboios de Portugal, que se preveía que tuviese una duración de 3 meses; y en caso de que esta iniciativa tuviese éxito, estas modificaciones se podían tornar en definitivas.